# 绵枣儿黑粉菌
绵枣儿黑粉菌（学名：Ustilago vaillantii）是属于黑粉菌目黑粉菌科黑粉菌属的一种真菌，寄生在绵枣儿属植物上。该种分布于中国、日本、乌兹别克斯坦、格鲁吉亚、阿塞拜疆、亚美尼亚、伊朗、丹麦、爱沙尼亚、俄罗斯、乌克兰、波兰、匈牙利、德国、奥地利、瑞士、英国、法国、西班牙、意大利、罗马尼亚、保加利亚、埃及、阿尔及利亚、摩洛哥、苏丹、美国等地。